# 子供之國站 (神奈川縣)

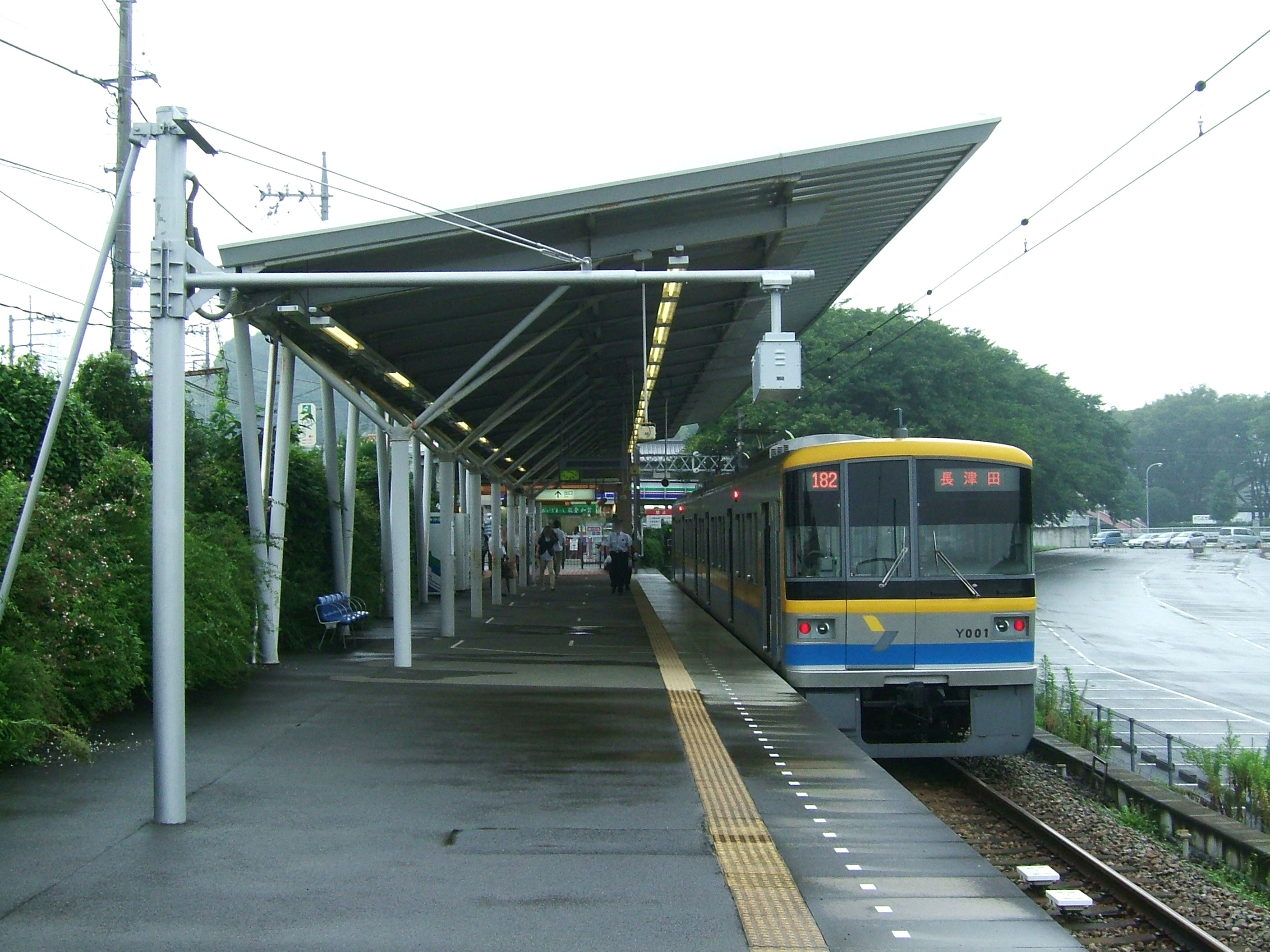
月台（2008年8月）

子供之國站（日语：／ Kodomonokuni eki */?），又譯「兒童國站」，是位於神奈川縣橫濱市青葉區奈良町，屬於東急電鐵子供之國線的鐵路車站。本站為子供之國線的終點站，位於遊樂園「子供之國」的西南面。車站編號是KD03。

## 年表
- 1941年（昭和16年） - 國有鐵道橫濱線長津田站鋪設彈藥庫線至本地。
- 1967年（昭和42年）4月28日 - 車站啟用[1]。當時由社會福祉法人子供之國協會保有設施。
- 1997年（平成9年）8月1日 - 子供之國協會將子供之國線的第3種鐵道事業執照轉讓給橫濱高速鐵道，由橫濱高速鐵道擁有設施。
- 2000年（平成12年）3月29日 - 子供之國線通勤化，現行站房竣工。全日無人化。
- 2014年（平成26年）2月15日 - 早上七點左右，1號月台屋頂因積雪過重崩塌，因此本站全天停駛，隔天早晨撤除屋頂後恢復通車[4]。

6月中旬：搭設臨時屋頂。
9月16日：屋頂修復工程動工，直到2015年（平成27年）3月完工。

## 車站構造
本站為設有止衝擋的單式月台1面1線的地面車站。沒有方向標誌與月台編號表示，電車進站廣播為「1號站台列車即將進站」（まもなく、1番線に、電車がまいります。）月台有效長度可停靠五輛編組，可供當時皇太子（明仁上皇）夫妻來訪子供之國的特別列車、以及疏運人潮的臨時列車停靠。
此站平時為無人站，由長津田站進行遠距監視，乘客可透過對話機與站員通話，此外還備有傳真機。平時的驗票閘門有三座，假期期間會增加驗票閘門左側作為臨時剪票口，但無法使用IC卡。子供之國開園期間有站員在站內服務。
站內設有自動售票機，當乘客買錯車票時，可由長津田站的站員進行遠端操作退票。自動精算機也可讓未購入乘車券的乘客購票。
現存站房是橫濱高速鐵道接收子供之國線時進行無人化改建後的站房。開業當時的舊站房有與子供之國皇太子紀念館一樣形狀的屋頂，並由一名長津田站站員派駐。當時站內沒有自動售票機與自動驗票閘門，僅設有窗口處理售票與出入站業務。本站當時也僅能購入東急線內乘車券。1989年一人控制開始以後，售票業務僅在列車到站時開放，子供之國休園日全日無站員派駐。
| 月台 | 路線       | 方向 | 目的地           |
| ---- | ---------- | ---- | ---------------- |
| 1    | 子供之國線 | 上行 | 恩田、長津田方向 |

（來源：東急電鐵:車站構內圖 （页面存档备份，存于））

### 線路
子供之國線前身為彈藥庫線。當時的彈藥庫線沿著本站往北的櫻花道跨過奈良川，並在子供之國中央廣場附近設有貨物月台。
現時本站至恩田間在彈藥庫線時代設有一座信號所，信號所有條分歧線在奈良橋巴士站附近跨過奈良川至子供之國第2停車場。該線現已廢除。

## 使用情況
2017年度1日平均上下車人次為11,841人。
近年1日平均上下車人次、上車人次推移如下表（2000年通勤線化以後的數值包括恩田站出發的定期券使用者）。
| 年度               | 1日平均 上下車人次 | 1日平均 上車人次 | 來源     |
| ------------------ | ------------------ | ---------------- | -------- |
| 1992年（平成04年） |                    | 726              |          |
| 1993年（平成05年） |                    | 632              |          |
| 1994年（平成06年） |                    | 557              |          |
| 1995年（平成07年） |                    | 569              | [ * 1 ]  |
| 1996年（平成08年） |                    | 612              |          |
| 1997年（平成09年） |                    | 590              |          |
| 1998年（平成10年） |                    | 569              | [ * 2 ]  |
| 1999年（平成11年） |                    | 655              | [ * 3 ]  |
| 2000年（平成12年） |                    | 3,510            | [ * 3 ]  |
| 2001年（平成13年） |                    | 4,430            | [ * 4 ]  |
| 2002年（平成14年） | 8,726              | 4,675            | [ * 5 ]  |
| 2003年（平成15年） |                    | 4,909            | [ * 6 ]  |
| 2004年（平成16年） | 9,335              | 4,908            | [ * 7 ]  |
| 2005年（平成17年） | 9,434              | 4,880            | [ * 8 ]  |
| 2006年（平成18年） | 9,785              | 5,053            | [ * 9 ]  |
| 2007年（平成19年） | 10,053             | 5,139            | [ * 10 ] |
| 2008年（平成20年） | 10,293             | 5,288            | [ * 11 ] |
| 2009年（平成21年） | 10,178             | 5,167            | [ * 12 ] |
| 2010年（平成22年） | 10,538             | 5,333            | [ * 13 ] |
| 2011年（平成23年） | 10,680             | 5,434            | [ * 14 ] |
| 2012年（平成24年） | 11,804             | 5,994            | [ * 15 ] |
| 2013年（平成25年） | 12,221             | 6,200            | [ * 16 ] |
| 2014年（平成26年） | 11,898             | 6,021            | [ * 17 ] |
| 2015年（平成27年） | 11,808             | 5,962            | [ * 18 ] |
| 2016年（平成28年） | 11,779             | 5,947            |          |
| 2017年（平成29年） | 11,841             |                  |          |

## 車站周邊
- 子供之國（日语：こどもの国 (横浜市)）
  - 子供之國正門停車場
- 寺家故鄉村（日语：寺家ふるさと村）
- 東京都道、神奈川縣道139號真光寺長津田線（日语：東京都道・神奈川県道139号真光寺長津田線）
- SUPER三和（日语：三和）子供之國店
- Three F（日语：スリーエフ）子供之國站前店
- TBS綠山攝影棚
- 橫濱奈良郵便局
- 町田成瀨台郵便局
- 日本體育大學橫濱健志台校區
- 橫濱美術大學
- 橫濱市立奈良小學校（日语：横浜市立奈良小学校）
- 橫濱市立奈良之丘小學校
- 橫濱市立奈良中學校（日语：横浜市立奈良中学校）
- 介護老人福祉設施　創生園 青葉

### 巴士路線
- 子供之國站（站前圓環）
  - 神奈川中央交通東（日语：神奈川中央交通）
    - 成03：往成瀨站（經奈良二丁目）
    - 成04：往成瀨站（經成瀨台）
- 子供之國入口(橫濱市營)／子供之國(東急、小田急)（子供之國正門前）
  - 橫濱市營巴士 - 往奈良北團地（日语：奈良北団地）、綠山（日语：緑山 (横浜市)）方向的巴士站在正門停車場側。
    - 23：往奈良北團地折返場／往中山站前、十日市場站前

  - 東急巴士 - 巴士站與橫濱市營巴士共用。
    - 青118：往奈良北團地折返場／往青葉台站（經桂台）
    - 青56：往綠山循環、青葉台站（經中恩田橋）
    - 市43：往奈良北團地折返場／往市尾站

  - 小田急巴士（日语：小田急バス） - 鶴07系統等在本巴士站折返，上下車都在正門旁。
    - 鶴06：往鶴川站／往三菱化學（日语：三菱ケミカル）前
    - 鶴07：往鶴川站／往奈良北團地
    - 柿21：往柿生站南口

## 相鄰車站
東急電鐵
 子供之國線
恩田（KD02）－子供之國（KD03）

## 延伸閱讀
- 宮田道一. . JTBパブリッシング. 2008-09-01. ISBN 9784533071669.

## 外部連結
- 子供之國（各站資訊） - 東急電鐵